# Kasteel van Chęciny
Het Kasteel van Chęciny is een 13e-eeuws kasteel in het Poolse Chęciny. In de 18e eeuw bleven er van het kasteel enkel ruïnes over en sindsdien is er aan het kasteel niks meer veranderd.

## Geschiedenis

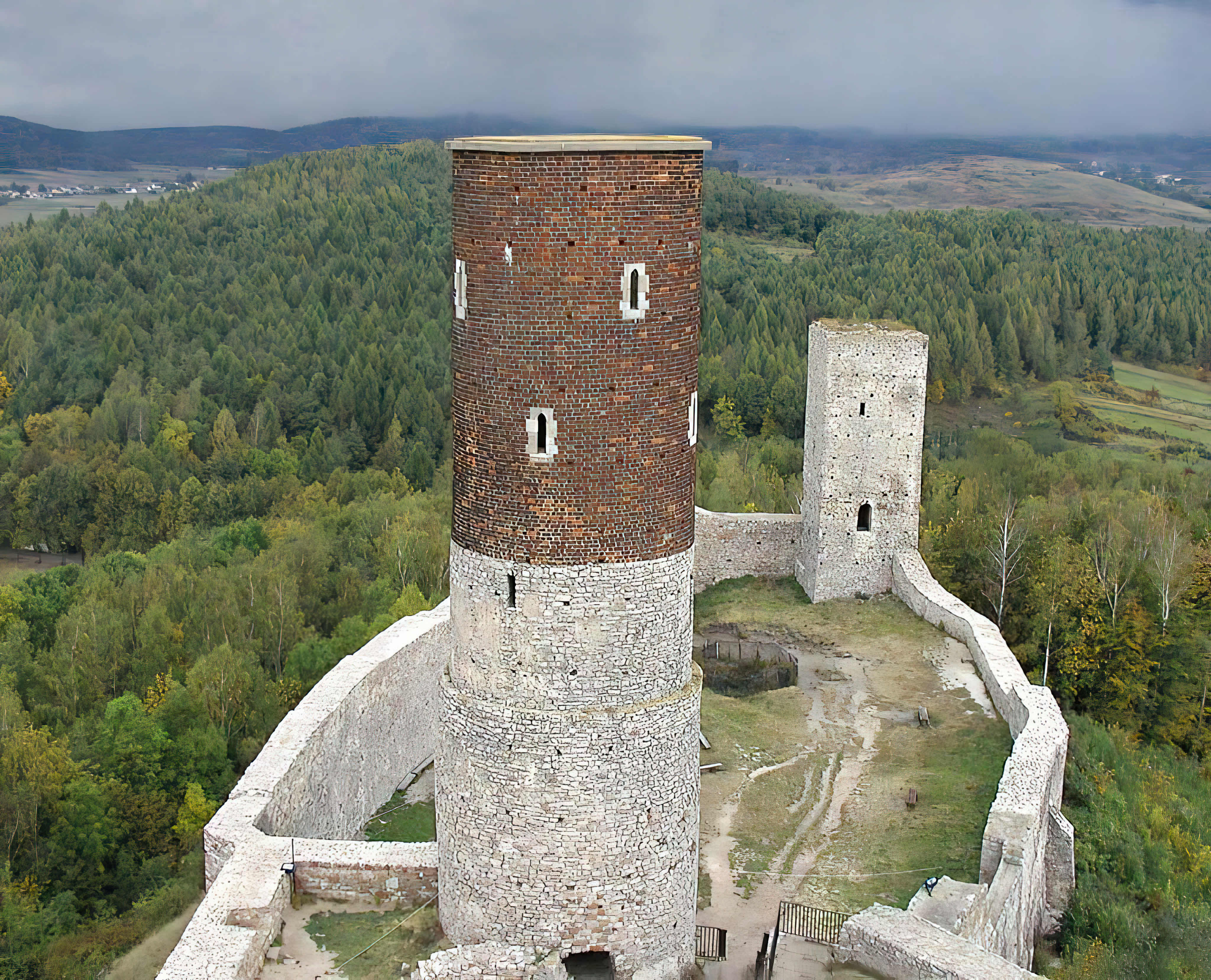
Zicht vanuit de kasteeltoren

De bouw van de burcht begon hoogstwaarschijnlijk op het einde van de 13e eeuw. Het is echter wel zeker dat het kasteel in 1306 al bestond. In dat jaar gaf Wladislaus de Korte het aan de aartsbisschop van Krakau, Jan Muskata. Een jaar later kwam het weer in eigendom van de koning. Het kasteel speelde een belangrijke plaats in de concentratie van troepen die op oorlog zouden vertrekken tegen de Duitse Orde. Na de dood van Wladislaus de Korte werd de burcht vergroot door Casimir III van Polen. Op dat moment werd het de verblijfplaats van Adelheid van Hessen, de koning zijn tweede vrouw. In de daaropvolgende jaren was het de residentie van Elisabeth van Polen, Sophia Holszanski en haar zoon Wladislaus van Varna en Bona Sforza. Vervolgens werd het vele jaren als een staatsgevangenis gebruikt. Een bekende gevangene was Michael Küchmeister von Sternberg, de toekomstige grootmeester van de Duitse Orde.
In de tweede helft van de 16e eeuw begon het kasteel in verval te raken. In 1588 besliste het parlement om de kostbare bezitten die nog in het kasteel overbleven over te brengen naar de kerk van Chęciny. In 1607 raakten de verdedigingsmuren en de gebouwen gedeeltelijk beschadigd en afgebrand. Hierna genoot het kasteel voor korte tijd weer zijn vroegere glorie wanneer Stanisław Branicki, de starost van Chęciny, het kasteel liet herbouwen. Tussen 1655 en 1657 raakte het echter nagenoeg volledig verwoest tijdens de Zweedse Zondvloed door Zweeds-Brandenburgse en Zevenburgse troepen. De vernietiging werd verdergezet in 1707 tijdens een nieuwe Zweedse bezetting. Op dat ogenblik verlieten de laatste bewoners het kasteel. Tijdens de daaropvolgende eeuw waren de ruïnes van het kasteel een makkelijke bron van bouwmaterialen voor de lokale bevolking.
Belvedèrepaleis · Kasteel Będzin · Bobolice · Chęciny ·  Groene Poort · Koninklijk Kasteel (Warschau) · Lublin · Łazienkipaleis · Łęczyca · Slot Mariënburg · Marywil · Myślewicki-paleis · Niepołomice · Nowy Sącz · Ogrodzieniec · Kazimierzpaleis ·Paleis onder het blikken dak · Piotrków Trybunalski · Koninklijk Paleis (Poznań) · Sandomierz · Sanok · Saksisch Paleis · Tykocin · Ujazdówkasteel · Wawel · Wilanówpaleis